# اسم خاص
اسم خاص یا اسم عَلَم (به انگلیسی: Proper Noun) اسمی است که تنها به یک مؤلفه از یک گروه اشاره می‌کند. برای نمونه لندن، زهره، سارا و ایران هر کدام اسم خاص هستند که تنها به یک فرد از گروه خود اشاره می‌کنند؛ به ترتیب لندن به یک شهر مشخص و زهره به یک سیاره مشخص اشاره می‌کند.
در اصطلاح لغت‌شناسی به اسمی که ویژۀ یک شخصیت، مکان یا کتاب می‌باشد، اسمِ عَلَم می‌گویند (اسم عَلم در اصطلاح دستور زبان فارسی، اسم خاص نامیده می‌شود). غالباً فرهنگ‌های‌ لغت، توضیح دربارۀ اعَلام را در بخشی جدا از واژه‌نامه می‌گنجانند. اعَلام پس از واژه‌نامه جای گرفته و به دو بخش تقسیم شده‌است.
- اعَلام آثار
- اعَلام اشخاص

از جمله فرهنگ‌های اعَلام «فرهنگنامۀ نام‌آوران» اشخاص است که برای آشناییِ نوجوانان با جمعی از سرشناس‌ترین چهره‌های تاریخ ایران و جهان (از شخصیت‌های تاریخ باستان گرفته تا شخصیت‌های معاصر) گردآوری و تدوین شده‌است.

## دسته‌بندی اسامی علم
اسم عَلم در اصطلاح دستور زبان فارسی، اسم خاص نامیده می‌شود. می‌تواند به صورتهای مختلفی دسته‌بندی شود: اسم علم شخصی و اسم علم جنس، اسم علم مفرد و اسم علم مرکب.